# Slag bij Temmokuzan
De Slag bij Temmokuzan (Japans: 天目山の戦い, Temmokuzan no Tatakai) was een slag tijdens de Japanse Sengoku-periode in 1582, en is ook wel bekend als de slag bij Toriibata. De slag wordt algemeen gezien als de laatste verdediging van de Takeda-clan. Het was een laatste poging van Takeda Katsuyori om de gecombineerde troepenmacht van Tokugawa Ieyasu en Oda Nobunaga te weerstaan, die reeds geruime tijd campagnes tegen hem voerden.
In een poging te ontkomen aan zijn achtervolgers, verbrandde Katsuyori zijn kasteel te Shinpujo en vluchtte naar de bergen, naar een ander fort van de Takeda, Iwadono. Iwadono stond onder het beheer van Oyamada Nobushige, een oude vazal van de Takeda. Oyamada weigerde Katsuyori de toegang tot het fort. Katsuyori pleegde uiteindelijk zelfmoord terwijl zijn leger de achtervolgers tegenhield. De slag zou eindigen in een volledige vernietiging van de troepen van de Takeda.